# Edita Schaufler
Edita Schaufler, bürgerlich Edita Enev (* 11. Juli 1980 in Bischkek, Kirgisische SSR, Sowjetunion) ist eine ehemalige deutsche rhythmische Sportgymnastin und Olympiateilnehmerin kirgisischer Herkunft. Sie ist 14-malige Deutsche Meisterin in der Rhythmischen Sportgymnastik.

## Sportliche Karriere
Schaufler startete 1988 ihre Sportlaufbahn in einer Ballettschule. Später wanderte sie mit ihrer Familie von Kirgistan nach Deutschland aus.
Schaufler trainierte unter Livia Medilanski am Olympiastützpunkt Westfalen, in einer Gruppe mit Lena Asmus und Monique Strobl beim TV Wattenscheid 01. Ihre internationale Karriere begann 1996. Sie wurde in Deutschland Nummer zwei hinter Magdalena Brzeska. Schaufler gewann 1998 Bronze mit der Mannschaft beim Weltcup in Bochum. Ihr sportlicher Höhepunkt war der dritte Platz 1997 beim Grand-Prix-Finale in Berlin.
1997 startete sie bei der Weltmeisterschaft in Berlin. 1999 holte sie bei der Weltmeisterschaft in Osaka mit Asmus and Strobl den vierten Platz in der Mannschaft. 2000 startete sie bei den Olympischen Spielen in Sydney und belegte im Einzel den 12. Platz in der Gesamtwertung.
Nach den Olympischen Spielen gab sie ihren Rücktritt bekannt und absolvierte anschließend eine Ausbildung zur Trainerin und erwarb die B- und C-Lizenz. Sie ist weiterhin beim TV Wattenscheid 01 als Trainerin aktiv.

## Privatleben
Schaufler absolvierte ihr Abitur an der Märkischen Schule in Bochum. Danach begann sie ein Studium an der FOM – Hochschule für Oekonomie und Management in Essen. Schaufler arbeitet aktuell für die Stadt Essen in der Berufsberatung. Sie spricht Deutsch, Russisch und Englisch. Schaufler ist verheiratet und lebt im Ruhrgebiet. Sie ist Mutter einer Tochter.